# 阿曼多·科苏塔

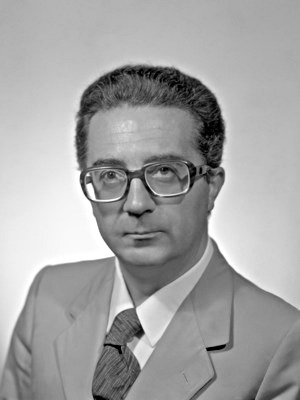
阿曼多·科苏塔

阿曼多·科苏塔（義大利語：Armando Cossutta，1926年9月2日—2015年12月14日）是一名意大利共产主义政治家。1926年，他出生于米兰。
1943年，他加入意大利共产党，投身反法西斯抵抗运动。他一直是意共左派的代表人物之一，担任过政治局委员，曾对意共总书记恩里科·贝林格的欧洲共产主义战略提出批评。
1991年，意大利共产党更名为左翼民主党并放弃共产主义传统，以科苏塔为首的一派表示坚决反对，宣布将重建共产党，并组织了共产主义重建运动。同年12月12日，共产主义重建运动改组为重建共产党。1998年，由于同当时的重建共产党书记法乌斯托·贝尔蒂诺蒂的矛盾，科苏塔与奥利维耶·迪利贝托一起退出重建共产党，另行组建意大利共产党人党。2008年，由于同迪利贝托长期不和，阿曼多·科苏塔退出意大利共产党人党，成为独立人士。
2015年12月14日，他在罗马逝世，享年89岁。重建共产党和意大利共产党 (2014年)（意大利共产党人党的继承者）都对他的逝世表示了哀悼。